# António José Patrício
António José Patrício, né le 28 août 1827 à Lisbonne et mort en 1858 dans la même ville, est un peintre portugais.
Quelques-unes de ses œuvres sont exposées au Musée du Chiado, à Lisbonne.

## Galerie

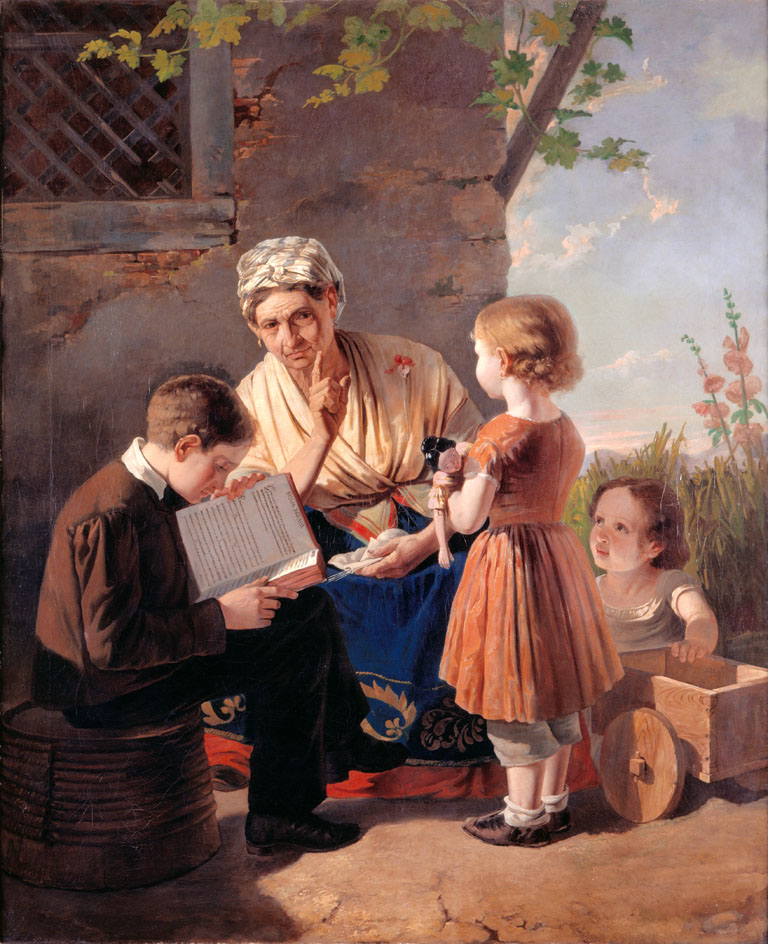
L'aïeule, 1856
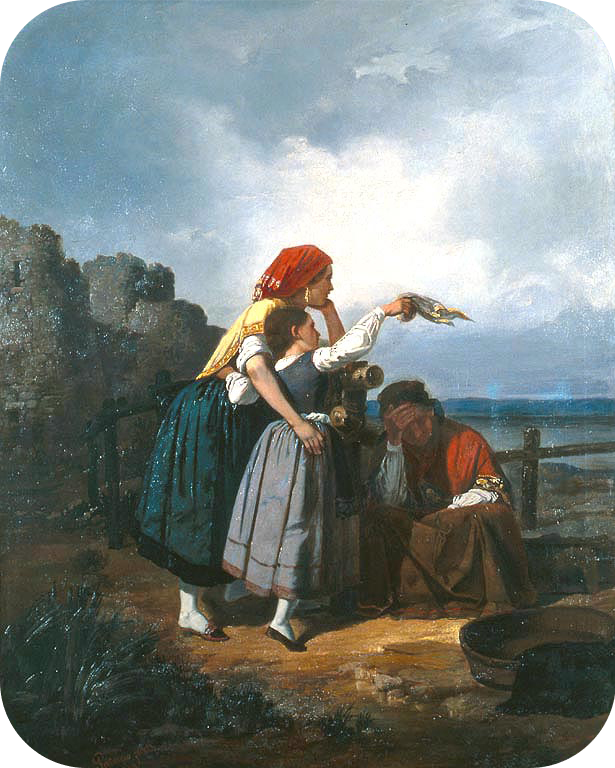
L'adieu, 1856